# Cophura texana
Cophura texana là một loài ruồi trong họ Asilidae. Cophura texana được Bromley miêu tả năm 1934. Loài này phân bố ở vùng Tân Bắc giới.